# هی گروپ

## هی گروپ
هی گروپ یکی از روش های شناخته شده در مدیریت منابع انسانی است که شامل حیطه های زیر می شود:
- تجزیه و تحلیل مشاغل و تهیه شناسنامه شغلی
- ارزیابی مشاغل
- جبران خدمت و مزایا
- اثربخشی کارکنان
در گذشته مؤسسه ای به همین نام این خدمات را در دنیا ارائه می نمود. اما اخیراً هی گروپ به مالکیت مؤسسه ی - کورن فری در آمده است.
از ویژگی های بارز هی گروپ، رویکرد نتیجه گرایی آن است. در تمامی مدل ها شامل آنالیز مشاغل و تهیه ی شناسنامه ی شغل و ارزیابی مشاغل و جبران خدمت، مفهوم مسئولیت و نتیجه گرایی مستتر در آن محوریت دارد.